# Tetracis picturata
Tetracis picturata är en fjärilsart som beskrevs av William Schaus 1911. Tetracis picturata ingår i släktet Tetracis och familjen mätare. Inga underarter finns listade i Catalogue of Life.